# Liga Centro-Oeste de Futsal
La Liga Centro-Oeste de Futsal è una manifestazione brasiliana di calcio a 5 che si disputa a cadenza annuale a partire dal 2005.
La manifestazione raccoglie le squadre di club della Região Centro-Oeste del Brasile, designando il campione regionale e dando la possibilità alle due finaliste di partecipare alla Superliga che si tiene ogni anno in dicembre.
Il trofeo è stato costituito dalla Confederação Brasileira de Futebol de Salão alla fine di un percorso di ristrutturazione dei campionati brasiliani, nel 2007 è giunto alla sua terza edizione.

## Edizioni
| Anno | Ospite       |                 | Classifica finale  | Classifica finale  | Classifica finale | Classifica finale |
| Anno | Ospite       | Campione        | Secondo posto      | Terzo posto        | quarto posto      |                   |
| ---- | ------------ | --------------- | ------------------ | ------------------ | ----------------- | ----------------- |
| 2005 | Coxim        | Fesurv/Rinco    | A.A. Candangos     | Cresspom           | Goias E.C.        |                   |
| 2006 | Pedro Afonso | Cresspom        | A.A. Candangos     | Adepa/Pedro Afonso | Fesurv/Rinco      |                   |
| 2007 | Nova Mutum   | Nova Mutum/Apub | Adepa/Pedro Afonso | Cresspom           | Independiente     |                   |